# Szlak Białej Łady
 Szlak Białej Łady – czerwony rowerowy szlak turystyczny na terenie województwa lubelskiego o długości 36,6 km prowadzący przez Równinę Biłgorajską i skrajem Roztocza Zachodniego. Szlak wytyczony jako pętla turystyczna jest najstarszym biłgorajskim szlakiem rowerowym.

## Przebieg szlaku
- Biłgoraj, Plac Wolności
- Rapy Dylańskie
- Cyncynopol
- Ignatówka
- Żelebsko
- Karolówka
- Nadrzecze
- Majdan Gromadzki
- Gromada
- Biłgoraj, Plac Wolności